# Bronzehörner aus irischen Hortfunden

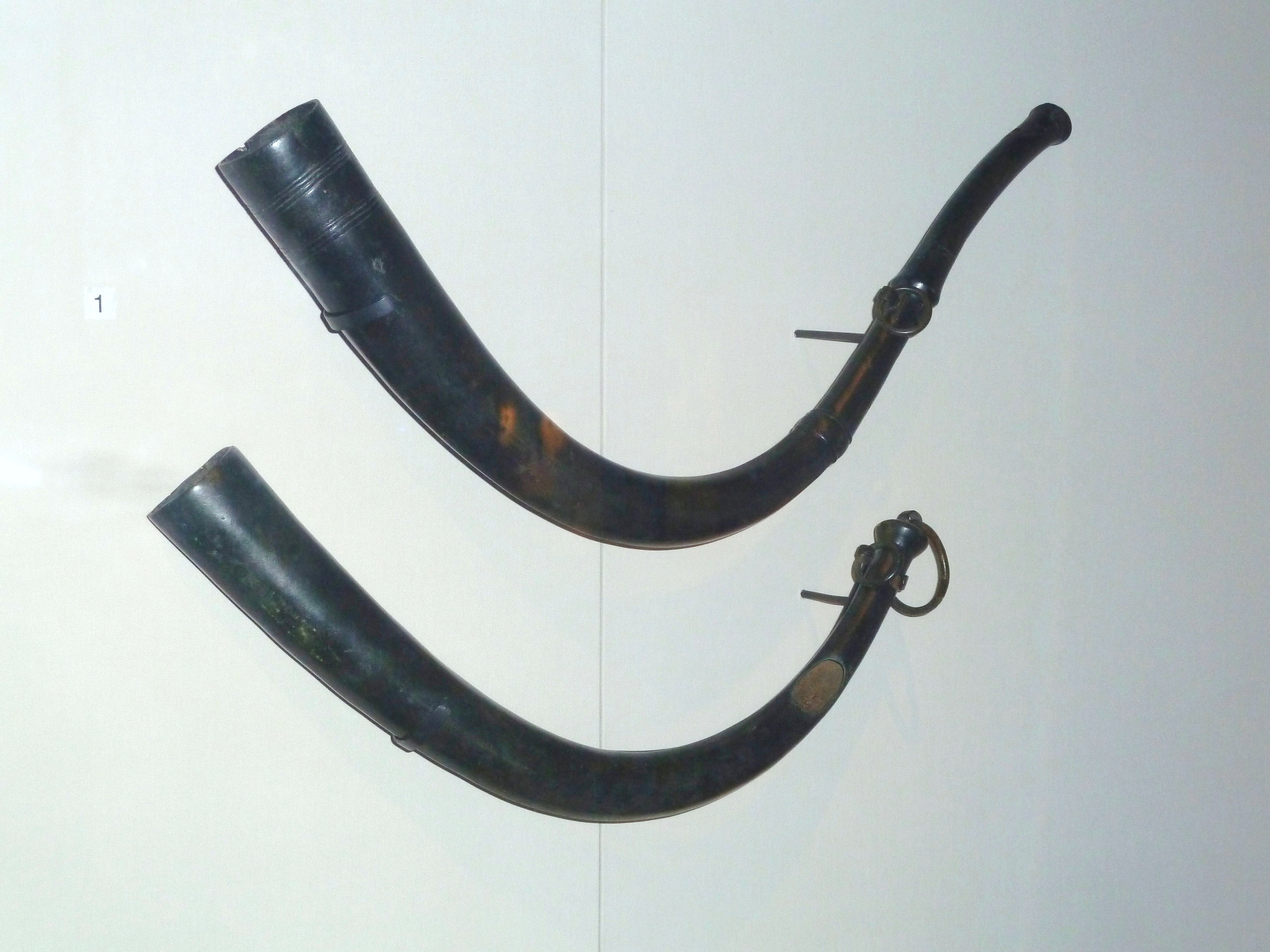
Bronzehörner von Drumbest

Durch die Bronzehörner aus irischen Hortfunden in Ballynure, Drumbest und Drunkendult (alle im County Antrim) und Dungannon (County Tyrone) alle in Nordirland, sowie Clogherclemin (County Kerry) und Dowris (County Offaly) beide in Irland ist durch über 90 erhaltene Hörner auf der irischen Insel der Beleg für Musik zumindest ab der späten Bronzezeit erbracht. Im Dowris-Hort waren es 26 Bronzehörner bzw. -trompeten in Form von Stierhörnern. 
Die Hörner (irisch Dord) gibt es laut John M. Coles in zwei Grundtypen: 
- Beim „end-blow“ entweicht die Luft durch eine ziemlich kleine Öffnung am Ende des Horns.
- Beim „side-blow“ entweicht die Luft durch eine ziemlich große Öffnung auf der Seite des Horns.

Es ist darauf hingewiesen worden, dass die Hörner wie australische Didgeridoos funktionieren könnten. Experimente mit beiden Grundtypen aus dem Hortfund von Drumbest, mit dem vermutlich einzigen erhaltenen Paar spielbarer Trompeten aus der Bronzezeit, haben gezeigt, dass sie sogar ohne moderne Mundstücke gespielt werden konnten. Sie erwiesen sich als musikalisch abgestimmt und waren dazu fähig, eine einfache Melodie zu erzeugen.